# Coedhirwaun
Coedhirwaun (también, Coed Hirwaun) es una localidad situada en el condado de Neath-Port Talbot, en Gales (Reino Unido). Según el censo de 2011, tiene una población de 1299 habitantes.
Está ubicada al sur de Gales, entre Swansea, al oeste, y Cardiff, al este, y al norte del canal de Bristol.